# Runes (série télévisée d'animation)
Runes est une série télévisée d'animation française en 26 épisodes de 22 minutes créée par Guillaume Mautalent et Sébastien Oursel et diffusée depuis le 17 décembre 2022 sur Canal+.

## Synopsis
Guillaume, âgé de 12 ans, est l'héritier contesté de Robert le Magnifique, défunt duc de Normandie. Il échappe à la mort voulue par certains seigneurs qui cherchent à prendre le pouvoir sur le Duché. Il doit alors se réfugier sous l'identité d'un simple paysan prénommé Hugo dans le village de Baligan. Il se cache dans la famille de Cécile, une amie d'enfance de sa mère, qui l'a recueilli. Mais il doit être constamment sur le qui-vive car la seigneuresse de Baligan, Dame Néel, fait partie de ceux qui veulent l'écarter du trône. Le chef de la garde de Baligan a pour mission de le retrouver et de le capturer pour cela.

## Distribution
Saison 1
Hugo / Guillaume : Maxime Baudouin
Alice : Cerise Calixte
Turstin : Arthur Pestel
P'tit Golès : Elodie Menant
Wace : Antoine Schoumsky
Algythe : Cathy Cerda
Cécile : Leovanie Raud
Hilda : Emmylou Homs
Dagmar : Eric Aubrahn
Dame Néel : Françoise Cadol
Néel Le Jeune : Thomas Sagols
Hela : Kelly Marot
Ulrich / Loki : Adrien Antoine
Jotunn : Pierre Legois
Brunhilde : Céline Ronté
Osbern / Jorg : Paul Borne
Grand Goubelin : Jean-Loup Horwitz
Habvar / Kin : Jérome Keen

## Épisodes
1. La grotte de Baligan
2. Le sortilège de Rollon
3. Le portrait
4. Les rois de l'arnaque
5. Le royaume
6. L'heure du loup
7. Le puits d'Urd
8. Magie noire
9. Le collier
10. La flèche d'or
11. La forêt maudite
12. Dans la gueule du loup
13. La dernière Lune
14. Renaissance
15. Mémoire et magie
16. Le dieu de la discorde
17. Le retour de Dagmar
18. L'arbre aux corbeaux
19. Kin
20. L'impossible choix
21. Les retrouvailles
22. Les neuf éclats
23. La montagne vivante
24. La pierre et l'épée
25. Le maître des loups
26. L'épée du destin